# Loneux
Loneux est un hameau de la commune belge de Blegny, située en Région wallonne dans la province de Liège.
Avant la fusion des communes de 1977, Loneux faisait partie de la commune de Trembleur.

## Situation
Ce hameau du Pays de Herve est implanté sur le versant oriental du petit ruisseau naissant de Loneux, un affluent de la Berwinne. Il se situe à l'extrémité est de la commune de Blegny et avoisine les villages de Julémont (ville de Herve), Mortier (commune de Blegny) et Bolland (ville de Herve).

## Description
Loneux est un hameau de caractère possédant plusieurs anciennes fermes et fermettes construites principalement en brique. Ces habitations suivent la route qui monte à travers les vergers. L'altitude du hameau oscille entre 210 m et 250 m.